# Łukasz Opaliński starszy
Łukasz Opaliński herbu Łodzia z Bnina (ur. 14 maja 1581, zm. 11 września 1654 w Wisznicach) – marszałek wielki koronny 1630–1650, marszałek nadworny koronny od 1620, wojewoda rawski od 1650, kasztelan poznański 1614–1620, kolski, starosta łosicki, odolanowski, kamionacki w 1632, starosta ujsko–pilski od 1645, starosta leżajski w 1590, starosta śremski od 1608 r., starosta kolski od 1622 r.
Syn Andrzeja Opalińskiego i Katarzyny Kościeleckiej, brat Andrzeja, biskupa, i Piotra, krajczego koronnego.

## Życiorys
Studiował w kolegium jezuitów w Poznaniu, a następnie, w Kolonii (1597), Moguncji (1598) i Padwie (1599, 1617 i 1635).
Był posłem województwa poznańskiego na sejm 1600 Brał udział w wyprawie wołoskiej w 1600. 7 października 1606 podpisał ugodę pod Janowcem. W czasie zamachu Michała Piekarskiego na Zygmunta III w 1620 własną piersią zasłonił króla od śmiertelnego ciosu. W latach 1618–1628 z fundacji Łukasza Opalińskiego i jego żony Anny (córki Jana Pileckiego, wdowy po dwóch Kostkach: Janie i Krzysztofie) w ramach wdzięczności za odniesione w 1610 zwycięstwo nad rezydującym w Łańcucie rotmistrzem królewskim i starostą zygwulskim Stanisławem Diabłem Stadnickim ufundowano kościół w Leżajsku.
Potem ożeniony z Zofią Daniłowiczówną z Żurowa, córką Mikołaja Daniłowicza, wdową po Pawle Sapieże. Po jej śmierci ożenił się po raz trzeci (po 1645) z Elżbietą Firlej, wdową po wojewodzie sandomierskim Krzysztofie Ossolińskim, która czwarty raz brała ślub. Z nią dzieci nie miał. 
Był członkiem konfederacji generalnej zawiązanej 16 lipca 1632 roku. W czasie elekcji 1632 został sędzią generalnego sądu kapturowego. Był elektorem Władysława IV Wazy z województwa poznańskiego w 1632 roku, podpisał jego pacta conventa. Był członkiem konfederacji generalnej zawiązanej 31 lipca 1648 roku. W czasie elekcji 1648 został sędzią generalnego sądu kapturowego. Był elektorem Jana II Kazimierza Wazy z województwa poznańskiego w 1648, podpisał jego pacta conventa.
Był fundatorem, powstałej w latach 1618–1628 Bazyliki Zwiastowania NMP w Leżajsku.